# Эфендиев, Ильяс Магомед оглы
Ильяс Магомед оглы Эфендиев (азерб. İlyas Məhəmməd oğlu Əfəndiyev; 13 [26] мая 1914, Карягино, Кавказское наместничество — 3 октября 1996, Баку) — азербайджанский советский писатель, прозаик и драматург, член Союза писателей Азербайджана (1940), Заслуженный деятель искусств Азербайджанской ССР (1960), лауреат Государственной премии Азербайджанской ССР (1972), Народный писатель Азербайджанской ССР (1979), первый деятель искусства, удостоенный ордена «Шохрат».

## Биография
Ильяс Эфендиев родился 26 мая 1914 года в городе Карягино (ныне Физули). В 1938 году окончил Азербайджанский педагогический институт имени В. И. Ленина в Баку.
В 1939 году был опубликован сборник повестей и рассказов И. Эфендиева «Письма из деревни» («Кәнддән мәктублар»), в 1945 — сборник повестей и рассказов «Ясные ночи» («Ајдынлыг кечәләр»). Сборники посвящены жизни советской интеллигенции. И. Эфендиев широко известен как драматург. На сцене азербайджанского театра с успехом идут психологические драмы писателя. Автор романов, очерков и литературно-критических статей. Спектакли, поставленные на основе его произведений, сыграли большую роль в становлении целого поколения азербайджанских актеров и режиссёров.

### Семья
- Сыновья — Тимучин Эфендиев, Эльчин Эфендиев
  - Внук — Ариф Эфендиев.

## Награды и премии
- Орден Ленина (28.05.1984)
- Орден Октябрьской Революции (15.11.1974)
- Орден Трудового Красного Знамени (02.07.1971)
- Орден «Знак Почёта» (21.11.1949)
- Государственная премия Азербайджанской ССР (1972)
- Орден «Слава» (24.05.1994)[4]
- Народный писатель Азербайджанской ССР (1979)
- Заслуженный деятель искусств Азербайджанской ССР (1960)
- Почётная Грамота Президиума Верховного Совета Азербайджанской ССР (01.06.1974)[6]

## Библиография

Мемориальная доска на стене дома в Баку, в котором жил Ильяс Эфендиев. Скульптор Натик Алиев.

## Память

Могила И. Эфендиева в Аллее почётного захоронения, Баку

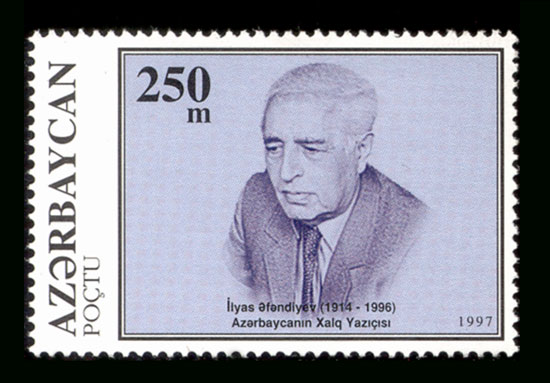
Почтовая марка Азербайджана, посвящённая Ильясу Эфендиеву

Именем писателя названа улица в Баку, в историческом районе Ичери-Шехер. Так же в честь него названа гимназия в Баку.
- В 1997 году выпущена почтовая марка с его изображением.

### Фильмография
1. Семья Атаевых (1978)
2. Моя единственная (1986)
3. Ищите нас в горах (1976)
4. Наша странная судьба (2005)
5. По следам разгонных (1974)
6. Стоит посмотреть назад (1985)
7. Жди меня (1980) (на основе пьесы «Песня осталась в горах»)
8. Судьба правителя (2008)
9. Кельи достоинства (2011)
10. Моя вина (1985)
11. Ты всегда с нами (1997)
12. Ты всегда со мной (1987)
13. Построил, чтобы оставить след (1998)